# 舞踏組曲 (バルトーク)
『舞踏組曲』（ぶとうくみきょく）Sz.77 BB 86aは、バルトーク・ベーラが1923年に作曲した管弦楽曲。舞踊組曲（ぶようくみきょく）とも呼ばれる。同年に行われたブダペスト市成立50周年記念音楽祭のために作曲された。
- 原語曲名：Táncszvit（ハンガリー語） Tanz-suite（ドイツ語）　Dance Suite（英語）
- 演奏時間：約16 - 17分[注釈 2]。
- 作曲時期：1923年4月に着手。総譜のバルトーク自身の書き込みによれば、1923年8月17日に完成[3]。
- 初演：1923年11月19日、ブダペストのペシュト・ヴィガドー・コンサート・ホール（英語版）にて、エルンスト・フォン・ドホナーニの指揮、フィルハーモニー協会管弦楽団による[4]。

## 作曲の経緯
ブダペスト市が1923年の市成立50周年記念音楽祭のために、当時のハンガリー音楽界を代表する3人ドホナーニ、コダーイ、そしてバルトークに対し新作を書いて欲しい、と言う依頼を行ったことが作曲のきっかけである。その依頼時期については、バルトークが彼の楽譜の出版契約を結んでいたウニフェルザル出版社に「ブダペスト市議会の依頼で、小さなオーケストラのための舞曲集を書くことになった」と1923年4月20日付の手紙で報告しているため、それからさほど離れていない時期と推定されている。
この依頼に応えたバルトークは作曲活動に手間取っていた『中国の不思議な役人』を一旦棚上げし、その夏を費やして「管弦楽のための組曲」という自身のキャリア初期に手がけて以来遠ざかっていた形式で作品を作り上げた。そのため、オーケストラの書法には『中国の不思議な役人』と共通の部分が垣間見える。
祝祭向けということで華やかな部分も多く、更にハンガリー風の旋律以外にもルーマニア風、アラブ風などの民族的な色彩に彩られている。ただし主題は民謡そのものではなく、そのエッセンスを取り出したバルトークの自作で、民俗音楽研究と当時の「現代音楽」の特徴が渾然一体化しているなど、民謡の語法を消化して独自のスタイルをほぼ確立した時期の作品であることもうかがわせる。またバルトークは1931年にルーマニアの音楽学者オクタヴィアン・ベウに送った手紙や、同年に執筆した論文の一節（発表はしなかった）などで、この曲にはハンガリーとその周辺諸国民の連帯という意図を込めて作曲したことを示唆している。
初演を指揮したドホナーニ自身の『祝典序曲』、コダーイの『ハンガリー詩篇』とともに初演されたこの曲は好評で迎えられ、初演から1年半後の1925年5月19日にはプラハの音楽祭でヴァーツラフ・ターリヒ指揮のチェコ・フィルハーモニー管弦楽団によって演奏されて絶賛を受け、ヨーロッパやアメリカでその後1年間に50回も演奏されるなど、オーケストラのレパートリーに定着することとなった。
なお、バルトークは初演後の1923年11月から1924年1月にかけて改訂を実施しており、1924年にウニフェルザル出版社から出版されたミニチュア・スコアは、その改訂を反映したものになっている。

## 構成
全体は5つの舞曲と終曲と言う6つの部分からなっており、その間を「リトルネロ」と題された間奏が様々に変奏されながら現れて繋ぐ形をとっている。なお、各曲の解説での「～風」と言う表現は、バルトークが先のベウへの手紙などで旋律がどこに由来する特徴で書かれたものかを説明したものである。

### 第1舞曲 Moderato
ト調。三部形式。ファゴットが狭い音程間の旋律を導き出して始まる。この旋律をバルトークは「部分的にアラブ風」と説明しており、アラブの原始的な農民音楽を思い起こさせるもののリズムは東ヨーロッパ風である。この旋律が変奏された動機で中間部が盛り上がってクライマックスを迎えた後、再び冒頭主題が切れ切れに回想されて終わる。そのままハープのグリッサンドで雰囲気は一変して「ハンガリー風」のリトルネロに入る。ハンガリー民謡風の静かな旋律がヴァイオリンに乗って現れる。

### 第2舞曲 Allegro molto
変ロ調。三部形式。ヴァイオリンが荒々しいリズムに特徴がある「ハンガリー風」の旋律を奏する。怒濤のような舞曲が静まると、ハープのグリッサンドで再び雰囲気は一変してリトルネロに入る。今度はまずクラリネットが旋律を奏する。

### 第3舞曲 Allegro vivace
ロ（長）調。ロンド形式。五音音階に基づくハンガリーのバグパイプ風の音楽・ルーマニア（特にリズムで）のヴァイオリン音楽に着想を得たと思われる舞曲が、華やかなオーケストレーションで交互に現れる。曲の最後はリトルネロに入らず、譜面の最後に"atacca!"（そのまま続ける!）と書かれ、次の曲になだれ込むよう指示されている。

### 第4舞曲 Molto tranquillo
ト調。ほぼ三部形式。バルトークお得意の「夜の音楽」を思わせる静かな舞曲で、全木管楽器による「アラブの都市の音楽風」の旋律が静穏な弦楽器の密集和音の中から出現する。その雰囲気を引き継ぐように、リトルネロもまた静かに、切れ切れに出現する。

### 第5舞曲 Comodo
ホ調。「非常に原始的な舞曲でどこに由来するとも言えない」とバルトークが述べているが、ルテニアなどの踊りであるコロメイカのリズムとの共通性が指摘されている。わずかに盛り上がって終わり、リトルネロなしでそのまま終曲に入るなど、終曲の序奏のような性格を持つ。

### 終曲 Allegro
ト調。第5舞曲のリズムで弦楽器が低弦から4度間隔で積み重なっていくと、金管楽器が合いの手を入れるように登場する。この手法は『中国の不思議な役人』の冒頭部と楽曲構造やオーケストラを扱う手法が酷似している。この序奏部に続いて第1舞曲から次々と各舞曲やリトルネロが再帰してくる。最後は第3舞曲のテーマから派生した動機で曲を華々しく閉じる。

## 編成
- 木管楽器

フルート 2（1、2番の両奏者がピッコロに持ち替え）、オーボエ 2（2番奏者がコーラングレに持ち替え）、クラリネット 2（2番奏者がバスクラリネットに持ち替え）、ファゴット 2（2番奏者がコントラファゴットに持ち替え）
- 金管楽器

へ調のホルン 4、変ロ調のトランペット 2、トロンボーン 2、チューバ 1
- 打楽器

ティンパニ、バスドラム、テナードラム（スナッピー付き）、スネアドラム、シンバル（合わせ及びサスペンデッド）、トライアングル、タムタム、グロッケンシュピール
- その他

ハープ、ピアノ（一部4手連弾）、チェレスタ（ピアノの2番奏者が演奏）
- 弦五部

  - ヴァイオリン 2パート
  - ヴィオラ 1パート
  - チェロ 1パート
  - コントラバス 1パート

## ピアノ版
初演の好評をうけ、ウニフェルザル社の勧めで1925年に作曲者本人によるピアノ版が制作された。しかしオーケストラ作品としての好評の陰に隠れてしまい、初演は編曲から20年後の1945年2月20日になって、バルトークのピアノ指導を受けたハンガリーのピアニスト、ジェルジ・シャーンドルによってニューヨークで行われた。この演奏にはバルトークも列席している。